# حمله به مدرسه الساردی
حمله به مدرسه الساردی، به حمله بی‌محابای نیروهای دفاعی اسرائیل به یک مدرسه متعلق به سازمان ملل متحد در اردوگاه پناهندگان نصیرات در ۶ ژوئن ۲۰۲۴ اطلاق می‌شود. در نتیجه این حمله حداقل ۳۳ نفر از جمله ۳ زن، ۹ کودک و ۲۱ مرد کشته شدند. به ادعای اسرائیل، نه نفر از اعضای حماس بودند. در این حمله از مهمات آمریکایی استفاده شد.
یک روز پس از این حمله، دبیرکل سازمان ملل متحد وعده قرارگیری اسرائیل در فهرست سیاه این سازمان را داد. سخنگوی وزارت امور خارجه ایالات متحده آمریکا بدون محکومیت این حمله، ضمن اذعان به کشته شدن عده زیادی از کودکان، گفت که اسرائیل با این حمله از خط قرمز اعلام شده از سوی جو بایدن عبور «نکرده» است.

## حمله
در ۶ ژوئن ۲۰۲۴، تقریباً ساعت ۲ قبل از ظهر نیروهای اسرائیلی در یک حمله هوایی کلاس‌های درس در بالاترین طبقه مدرسه الساردی در اردوگاه آوارگان نصیرات را با دو موشک هدف قرار دادند. این حمله پس از آن انجام شد که ارتش حملات زمینی و حملات هوایی جدید به چندین اردوگاه پناهجویان در مرکز غزه را آغاز کرده بود. آنروا گفته است که ۶۰۰۰ پناهجوی فلسطینی در زمان حمله در مدرسه پناه گرفته بودند. از زمان آغاز جنگ، بیش از ۱۸۰ ساختمان آژانس سازمان ملل مورد اصابت قرار گرفته و بیش از ۴۵۰ آواره در آن تأسیسات کشته شده‌اند. مهمات مورد استفاده در این حمله از همان نوع مورد استفاده در کشتار تل السلطان بود، یعنی یک GBU-39.

## تلفات
UNRWA گفت ۳۵ نفر بر اساس اظهارات کارکنان خودشان در مدرسه کشته شده‌اند. گزارش‌های بیمارستان شهدای الاقصی نشان می‌دهد که ۳۳ نفر از جمله ۹ کودک، ۳ زن و ۲۱ مرد کشته شده‌اند. یک خبرنگار آسوشیتدپرس ۳۳ جسد را شمارش کرد. ساکنان توضیح دادند که حمله به اتاق‌هایی که مردان و پسران را در خود جای داده بودند، رخ داد. زنان و دختران در قسمت جداگانه ای از مدرسه می‌خوابیدند. تخمین اولیه این بود که این حمله دست کم ۴۰ کشته از جمله ۱۴ کودک و ۹ زن و بیش از ۷۴ زخمی برجای گذاشته باشد. حداقل یکی از مردان کشته شده، مردی مسن بود. دو تن از بچه‌ها در کنار مادرشان کشته شده بودند. بسیاری از کشته شدگان تکه‌تکه شده بودند و NPR کیفی را در سردخانه که حاوی قطعاتی از پنج کودک مرده بود، ثبت کرد.
سخنگوی وزارت خارجه آمریکا گفت که گزارش‌های مربوط به کشته شدن کودکان، در صورت صحت، حاکی از تلفات غیرنظامیان است و از اسرائیل خواست که «شفاف» باشد. اسرائیل اعلام کرد که ۲۰ تا ۳۰ ستیزه‌جو را کشته است، اسامی هفده شبه نظامی ادعایی را که گفته بود کشته است، منتشر کرد. هیچ مدرک دیگری برای اثبات این ادعا ارائه نشد. هشت نفر از اسامی ارائه شده توسط اسرائیل با سوابق بیمارستان مطابقت ندارد و یکی از «جنگجویان شناسایی شده» در واقع یک پسر ۸ ساله بود.
علاوه بر این، امدادگران گفته‌اند که آنها فقط اجساد غیرنظامیان را از محل بیرون آورده‌اند. دفتر رسانه ای دولت غزه اسماعیل الثوابطا ادعای اسرائیل مبنی بر استفاده حماس از این مدرسه برای مقاصد نظامی را رد کرد. اسماعیل الثوابطا، مدیر دفتر رسانه ای دولت غزه گفت که تعداد کشته‌ها و مجروحان ورودی به بیمارستان الاقصی سه برابر ظرفیت بالینی بیمارستان است.

## مهمات ساخت آمریکا
تجزیه و تحلیل CNN از ویدئو از صحنه و بررسی توسط یک کارشناس سلاح‌های انفجاری نشان داد که مهمات ساخت ایالات متحده در حمله به مدرسه استفاده شده است. سی ان ان قطعاتی از حداقل دو بمب با قطر کوچک GBU-39 (SDB) ساخت ایالات متحده را در ویدئویی که توسط خبرنگاری که برای سی ان ان کار می‌کرد در محل فیلمبرداری کرده بود شناسایی کرد. پیش از این، سی ان ان استفاده از سلاح‌های ساخت آمریکا را در حمله مرگبار ارتش اسرائیل به قتل‌عام تل السلطان تأیید کرده بود. به گزارش واشینگتن پست، کارشناسان تسلیحات سلاح‌های مورد استفاده در این حمله را GBU-39 ساخت آمریکا شناسایی کردند. قطعات قابل مشاهده در تصاویر تأیید شده از صحنه، کد قفس یا دنباله پنج کاراکتری را مشخص می‌کند که برای شناسایی دلالانی که به دولت ایالات متحده سلاح می‌فروشند، استفاده می‌شود. کد "۸۱۸۷۳" این قطعه را به Woodward HRT، یک سازنده قطعات سلاح که در والنسیا، کالیفرنیا ثبت شده است، متصل می‌کند.
پیش از این، گزارش وزارت امور خارجه آمریکا اعلام کرد که ارزیابی منطقی است که اسرائیل قوانین بین‌المللی را در حین استفاده از تسلیحات آمریکایی در عملیات نظامی خود در غزه نقض کرده است، اما خاطرنشان کرد که ایالات متحده «اطلاعات کاملی برای راستی‌آزمایی» ندارد. تسلیحات «به‌طور خاص» در موارد ادعایی نقض قوانین بین‌المللی بشردوستانه استفاده شده است.

## واکنش‌ها
آنتونیو گوترش ، دبیرکل سازمان ملل متحد، این حمله را محکوم کرد و گفت که اماکن سازمان ملل باید غیرقابل تعرض باشد. مارتین گریفیتس، هماهنگ‌کننده کمک‌های بشردوستانه برای سازمان ملل متحد، نوشت: «قوانین جنگ باید رعایت شود. غیرنظامیان باید محافظت شوند.» فیلیپ لازارینی، رئیس UNRWA، اظهار داشت: «حمله، هدف قرار دادن یا استفاده از ساختمان‌های سازمان ملل برای مقاصد نظامی، بی‌توجهی آشکار به حقوق بشردوستانه بین‌المللی است». دفتر حقوق بشر سازمان ملل اعلام کرد که عدم پاسخگویی اسرائیل به «تمایز، تناسب و احتیاط» به منزله نقض قوانین بین‌المللی بشردوستانه است و حتی حضور جنگجویان نیز نقض موجهی از قوانین جنگ را به همراه نخواهد داشت.
جوزپ بورل، دیپلمات ارشد اتحادیه اروپا خواستار انجام تحقیقات مستقل شد. حاجه لهبیب، وزیر خارجه بلژیک، این حمله را «یک اقدام خشونت‌آمیز وحشتناک و غیرقابل قبول» خواند. وزارت خارجه قطر این حمله را یک «قتل‌عام وحشتناک» و «جنایت وحشیانه» خواند. زاراح سلطانا، نماینده پارلمان بریتانیا، گفت: «این مایه شرمساری است که از سلاح‌های ساخت انگلیس برای ارتکاب چنین جنایاتی استفاده شود». اسماعیل الثوابطه مدیر دفتر رسانه ای دولت غزه به خبرنگاران گفت: این کشتار هولناکی که توسط اشغالگران اسرائیلی انجام شد، گواه روشن نسل‌کشی پاکسازی قومی علیه غیرنظامیان از جمله زنان و کودکان و پناهندگان در نوار غزه است.